# إنسانيات رقمية

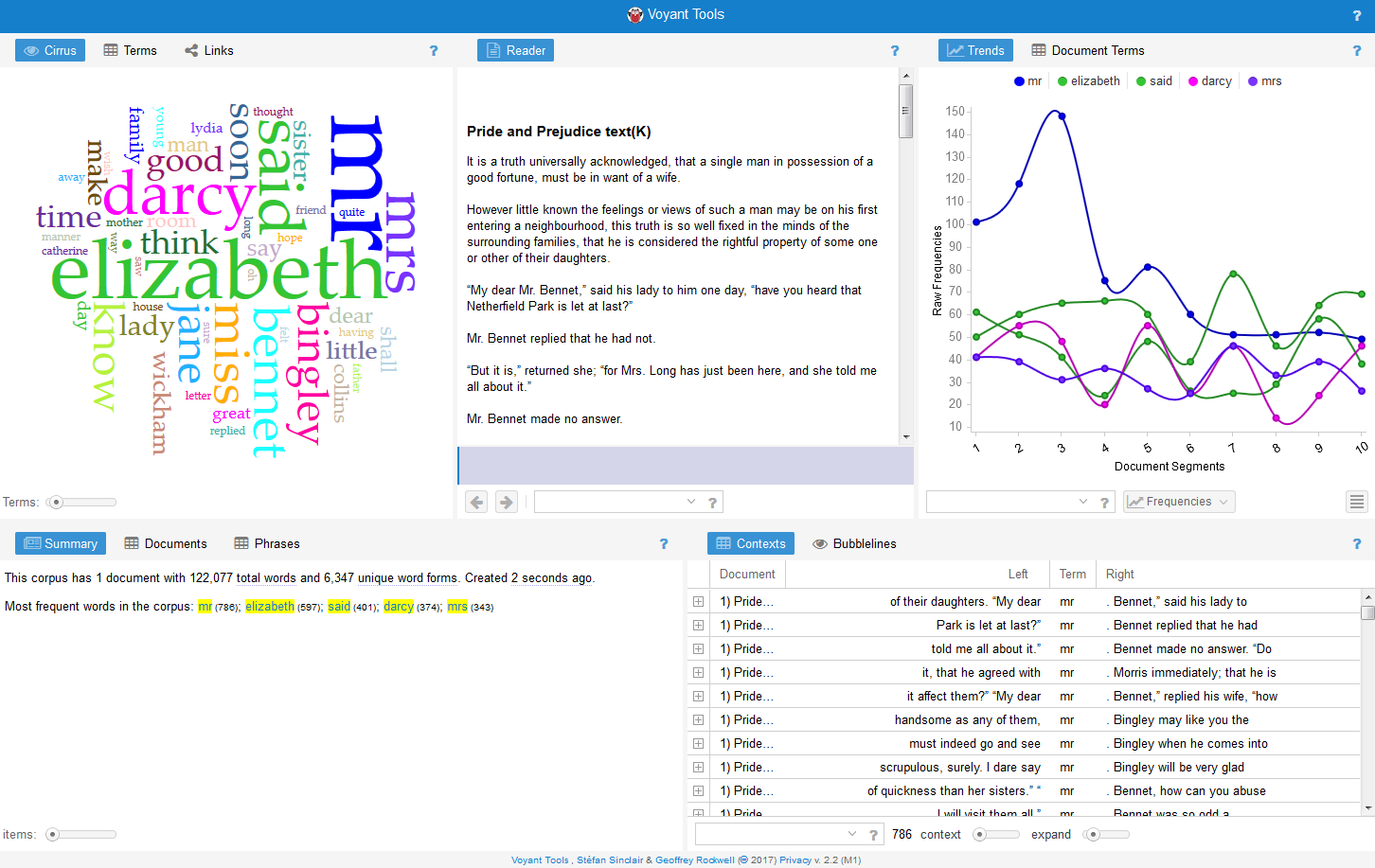

الإنسانيات الرقمية (بالإنجليزية: Digital Humanities)‏ هو علم يدرس جميع المجالات التي غزتها الرقمنة وعلاقة الإنسان بها من عدة زوايا اجتماعية وإنسانية وتعليمية. ويمكن تعريفه أيضا بأنه علم يعنى بفهم التحولات والتغيرات التي طالت الآداب والفنون والإنسانيات عموما بسبب تأثرها بـ التكنولوجيا الرقمية وتأثيرها عليها.
العلوم الإنسانية الرقمية هي نشاط أكاديمي يجمع بين التقنيات الرقمية والعلوم الإنسانية. وتتضمن الاستخدام المنهجي للموارد الرقمية في العلوم الإنسانية، بالإضافة إلى تحليل تطبيقاتها.  يمكن تعريف العلوم الإنسانية الرقمية على إنها طرق جديدة للبحث العلمي الذي يتضمن البحث الجماعي متعدد التخصصات مرتبطاً باستخدام الحاسوب والتعليم والنشر. تستخدم العلوم الإنسانية الرقمية الأدوات والطرق الرقمية لدراسة العلوم الإنسانية مدركةً أن الكلمة المطبوعة لم تعد الوسيلة الرئيسية لإنتاج ونشر المعرفة.[بحاجة لمصدر]
تساعد الانسانيات الرقمية على إنتاج مجموعة من التطبيقات والاساليب الحديثة والتي بدورها تساعد على إنشاء طرق جديدة للتعليم، وفي نفس الوقت تدرس العلوم الإنسانية أبعاد التأثير الإرث الثقافي والحضارة الرقمية، وتمتد الانسانيات الرقمية للبحث العلمي وبذلك يمكن القول إن الانسانيات الرقمية هي علاقة مترابطة بين طرفي الانسانيات والرقميات، وهو مجال يطبق الشق التكنولوجي في البحث العلمي للعلوم الإنسانية ويعرِّض التكنولوجيا للتساؤلات الإنسانية غالباً مع الاستجوابات في نفس الوقت.
يتسم هذا المجال بتعدد الإرتباطات، ويستهدف استثمار الإمكانات الفائقة لتكنولوجيا المعلومات والإتصالات من أجل الإرتقاء بأساليب ومناهج تدريس العلوم الإنسانية والبحث العلمي. هو مجال يتقاطع فيه الإستعلام الإنساني، مع التقنيات الرقمية الناشئة.
ففي الإستعلام الإنساني يتم استكشاف اللغة كوسيلة للتعبير الفني والتواصل، ودراسة أنظمة اللغة والفكر، مع السعي نحو فهم التقاليد التي تخلق ثقافات متنوعة ــ بما يشمل: المفاهيم، والقيم السائدة، والأحداث في التاريخ ــ ورؤيتها على ضوء كل مكون بآخر.

## تطبيقات الإنسانيات الرقمية
«مبادرة تكويد النصوص TEI ــ Text Encoding Initiative»، والتحرير الإلكتروني، والإتصال العلمي والنشر، والأدب (النتاج الفكري) الإلكتروني، وتحليل النصوص وتنقيبها، والبيئات الإفتراضية في أبحاث الوسائط المتعددة، والتصوير الرقمي، وتحليل الصوت، وجمال المعومات ومناهجها للعروض المرئية لموضوعات العلوم الإنسانية وأبحاثها، والتطبيقات الجغرافية المكانية المتقدمة.